# Toe Fat
Toe Fat fue un grupo de hard rock británico, formado en 1969, y disuelto hacia 1972.
Liderados por el guitarrista y vocalista Cliff Bennett, llegaron a editar dos álbumes de estudio, simplemente denominados Toe Fat y Toe Fat Two.
Entre otros miembros que pasaron por el grupo, se cuentan el bajista John Konas, el tecladista Ken Hensley y el baterista Lee Kerslake, entre otros, estos dos últimos, conocidos por su trabajo con Uriah Heep.

## Discografía
- Toe Fat (1970)
- Toe Fat Two (1971)